# Murina
Murina là một chi động vật có vú trong họ Dơi muỗi, bộ Dơi. Chi này được Gray miêu tả năm 1842. Loài điển hình của chi này là Vespertilio suillus Temminck, 1840.

## Hình ảnh

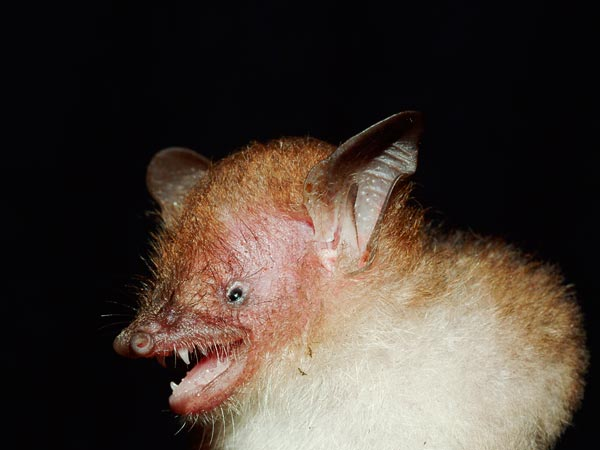

## Các loài
Chi này gồm các loài: